# Psychoda
Psychoda é um género de dípteros da família dos Psychodidae que inclui as espécies conhecidas pelos nomes comuns de mosca-dos-filtros, mosca-de-banheiro ou chamexuga. São pequenas moscas pilosas, frequentemente encontrados em banheiros, uma vez que suas larvas eclodem nos ralos e nos encanamentos do esgoto. São conhecidas pelo menos 370 espécies validamente descritas do Psychoda.

## Descrição
No Brasil, ocorrem principalmente quatro espécies de moscas-de-banheiro, três do gênero Psychoda:
- Psychoda alternata
- Psychoda cinerea
- Psychoda satchelli

Um outro gênero, Telmatoscopus, inclui a espécie Telmatoscopus albipunctatus que por vezes recebe o mesmo nome comum. No caso da sua presença em banheiros, seus ovos são depositados nas paredes dos ralos, próximo à superfície da água.

## Prevenção
Para eliminar os focos é preciso localizar onde está sendo feita a ovipostura (geralmente nos ralos, no próprio ambiente). É preciso fechá-los ou, não sendo possível, aplicar neles cloro diariamente para inibir a proliferação, pois pequenas concentrações de matéria orgânica são suficientes para suprir a existência desses insetos. Existem alguns ralos que permitem o fechamento, os quais devem ser abertos apenas quando necessário. Água sanitária e água fervente também ajudam a diminuir a incidência.
De qualquer forma, a melhor maneira de eliminar o problema é usar medidas de controle integrado de pragas.

## Espécies
O género Psychoda Latreille, 1796 inclui as seguintes espécies:
- Psychoda absidata Quate & Quate, 1967
- Psychoda acanthostyla Tokunaga,
- Psychoda acutipennis Tonnoir, 1920
- Psychoda aderces Quate, 1962
- Psychoda adyscheres Quate, 1959
- Psychoda alabangensis del Rosario, 1936
- Psychoda albipennis Zetterstedt, 1850
- Psychoda alia Quate, 1962
- Psychoda allodapa Quate, 1959
- Psychoda alternata Say, 1824
- Psychoda alveata Quate & Quate, 1967
- Psychoda annectans Quate & Quate, 1967
- Psychoda apennata Satchell, 1953
- Psychoda barbigera Quate & Quate, 1967
- Psychoda blandita Quate & Quate, 1967
- Psychoda bitrunculens Quate & Quate, 1967
- Psychoda bojata Quate & Quate, 1967
- Psychoda brassi Quate & Quate, 1967
- Psychoda brevicornis Tonnoir, 1940
- Psychoda cetreta Quate & Quate, 1967
- Psychoda cinerea Banks, 1894
- Psychoda concinna Quate & Quate, 1967
- Psychoda crenula Quate, 1962
- Psychoda debilis Quate & Quate, 1967
- Psychoda dissidens Quate & Quate, 1967
- Psychoda duaspica Quate & Quate, 1967
- Psychoda erratilis Quate & Quate, 1967
- Psychoda exigua Quate & Quate, 1967
- Psychoda exilis Quate & Quate, 1967
- Psychoda floropsis Quate & Quate, 1967
- Psychoda furcillata Quate & Quate, 1967
- Psychoda gemella Quate & Quate, 1967
- Psychoda gemina Eaton, 1904
- Psychoda gracicaulis Quate & Quate, 1967
- Psychoda gracilipenis Duckhouse, 1966
- Psychoda gressitti Quate, 1959
- Psychoda grisescens Tonnoir, 1922
- Psychoda guamensis Quate, 1959
- Psychoda hastata Quate & Quate, 1967
- Psychoda hespera Quate, 1959
- Psychoda inornata Grimshaw, 1901
- Psychoda innotabilis Quate, 1962
- Psychoda kalabanica Quate, 1962
- Psychoda lamina Quate & Quate, 1967
- Psychoda lativentris Berd.
- Psychoda lloydi Satchell, 1950
- Psychoda lobata Tonnoir, 1940
- Psychoda longiseta Tokunaga & Komyo, 1955
- Psychoda lucubrans Quate, 1959
- Psychoda makati del Rosario, 1936
- Psychoda mediocris Quate, 1959.
- Psychoda minuta Banks, 1894
- Psychoda mirabilis Quate & Quate, 1967
- Psychoda monticola Quate & Quate, 1967
- Psychoda nolana Quate & Quate, 1967
- Psychoda oculifera Quate & Quate, 1967
- Psychoda ochra Quate, 1959
- Psychoda pacilens Quate & Quate, 1967
- Psychoda pala Quate & Quate, 1967
- Psychoda paraderces Quate, 1962
- Psychoda paraguadens Quate & Quate, 1967
- Psychoda paraloba Quate & Quate, 1967
- Psychoda parsivena Quate, 1959
- Psychoda parthenogenetica Tonnoir, 1940
- Psychoda pellucida Quate, 1962
- Psychoda phalaenoides Linnaeus, 1758
- Psychoda platilobata Tokunaga, 1957
- Psychoda plutea Quate & Quate, 1967
- Psychoda pseudalternata Williams, 1946
- Psychoda pusilla Tonnoir
- Psychoda quadrata Quate & Quate, 1967
- Psychoda quadricornis Quate & Quate, 1967
- Psychoda quadrifilis Edwards, 1928
- Psychoda quadrilosa Quate & Quate, 1967
- Psychoda quadropsis Quate & Quate, 1967
- Psychoda remata Quate & Quate, 1967
- Psychoda rhinocera Quate & Quate, 1967
- Psychoda rosetta Quate & Quate, 1967
- Psychoda satchelli Quate
- Psychoda savaiiensis Edwards, 1928
- Psychoda serpentina Quate, 1965
- Psychoda setigera Tonnoir, 1922
- Psychoda solivaga Duckhouse, 1971
- Psychoda spectabilis Quate & Quate, 1967
- Psychoda sphelata Quate & Quate, 1967
- Psychoda spicula Quate & Quate, 1967
- Psychoda surcoufi Tonnoir, 1922
- Psychoda trinodulosa Tonnoir, 1922
- Psychoda truncata Satchell, 1953
- Psychoda uncinula Quate, 1954
- Psychoda vagabunda Quate, 1962
- Psychoda vesca Quate & Quate, 1967
- Psychoda wattsi Duckhouse, 1966
- Psychoda williamsi Quate, 1954
- Psychoda wirthi Quate, 1954
- Psychoda yapensis Quate, 1959
- Psychoda ypsylon Satchell, 1953